# Махмуд, Абдаллахи
Абдаллахи Мохаммед Махмуд (араб. عبد الله محمد محمود‎; фр. Abdallahi Mohamed Mahmoud; род. 4 мая 2000, Дар-Наим, Нуакшот-Нор) — мавританский футболист, полузащитник клуба «Алавес» и национальной сборной Мавритании. Выступает на правах аренды в клубе «Беллинцона».

## Карьера

### «Алавес»
Воспитанник мавританского футбольного клуба «Нуадибу». В 2017 году стал выступать в основной команде клуба. В августе 2018 года перешёл в испанский клуб «Алавес». Сразу же отправился во вторую команду клуба «Алавес В». За вторую команду начал выступать в середине сезона 2018/19 в Третьем Дивизионе, пятый по силе в испанской футбольной системе. Дебютировал за клуб 19 января 2019 года в матче против «Сан Педро». Первым голом отметился 11 мая 2019 года в матче против «Амуррио». Отличился в 12 матчах 1 голом, а также через стадию плей-офф помог клубу получить повышение в Сегунду Б.
Свой первый матч в Сегунде Б сыграл 1 сентября 2019 года в матче против клуба «Бургос». Первый гол забил 22 сентября 2019 года в матче против клуба «Исарра». Стал основным игроком команды, в основном выступая на позиции центрального полузащитника, иногда появляясь в амплуа защитника. В мае 2020 года отправился тренироваться с основной командой после остановки чемпионата из-за пандемии COVID-19. Дебютировал за основную команду 27 июня 2020  года в матче против «Атлетико Мадрид», отыграв весь матч. Также появился еще в 2 матчах против таких испанских грандов как «Барселона» и «Реал Мадрид».
Сезон 2021 года начинал с основной командой, сыграв первый матч против «Гранады». Позже перестал попадать в заявку и отправился во вторую команду. В ней также получал мало игровой практики, из-за чего впоследствии не хотел продлевать контракт с клубом. В марте 2021 года продлил контракт с клубом до 30 июня 2025 года.

#### Аренда в «Истру 1961»
В августе 2021 года отправился в аренду в хорватский клуб «Истра 1961». Дебютировал за клуб 22 августа 2021 года в матче против «Осиека», где отличился 1 результативной передачей. Первым голом отметился 21 сентября 2021 года в матче Кубка Хорватии против клуба «Вутекс-Слога». В первой хорватской футбольной лиге дебютным голом отметился 2 октября 2021 года в матче против «Риека». Закрепился в основной команде. Провёл за клуб 26 матчей во всех турнирах, где отличился 4 голами и 2 результативными передачами. По окончании аренды покинул клуб.
Первый матч в сезоне 2022/2023 в испанской Сегунде сыграл 3 сентября 2022 года против клуба «Лас-Пальмас», выйдя на замену на 83 минуте. В декабре 2022 года отправился выступать за резервную команду. Первый матч за неё сыграл 17 декабря 2022 года против клуба «Герника».

В январе 2023 года на правах арендного соглашения снова отправился в хорватский клуб «Истра 1961» до конца сезона. Первый матч за клуб сыграл 20 января 2023 года против клуба «Славен Белупо», выйдя на замену на 76 минуте. Первый гол за клуб в сезоне забил 29 апреля 2023 года в матче против клуба «Шибеник». В июне 2023 года по окончании срока арендного соглашения футболист покинул клуб. За время аренды футболист смог отличиться за клуб единственным забитым голом.

#### Аренда в «Беллинцону»
В сентябре 2023 года футболист на правах арендного соглашения присоединился к швейцарскому клубу «Беллинцона». Дебютировал за клуб 22 сентября 2023 года в матче против лихтенштейнского клуба «Вадуц», выйдя на поле 47 минуте. Первым результативным действием за клуб отличился 27 октября 2023 года в матче против клуба «Стад Ньон», отдав голевую передачу. Дебютный гол за клуб футболист забил 26 ноября 2023 года в матче против клуба «Баден».

## Международная карьера
В 2018 году был вызван в сборную Мавритании до 20 лет для участия в международном футбольном турнире в Алькудии. Впоследствии в августе 2018 года был вызван в национальную сборную Мавритании для участия в квалификационных матчах Кубка африканских наций. Дебютировал за сборную 8 сентября 2018 года против Буркина-Фасо, выйдя на замену на последней минуте матча.